# Gnadenkirche (Essen-Dellwig)

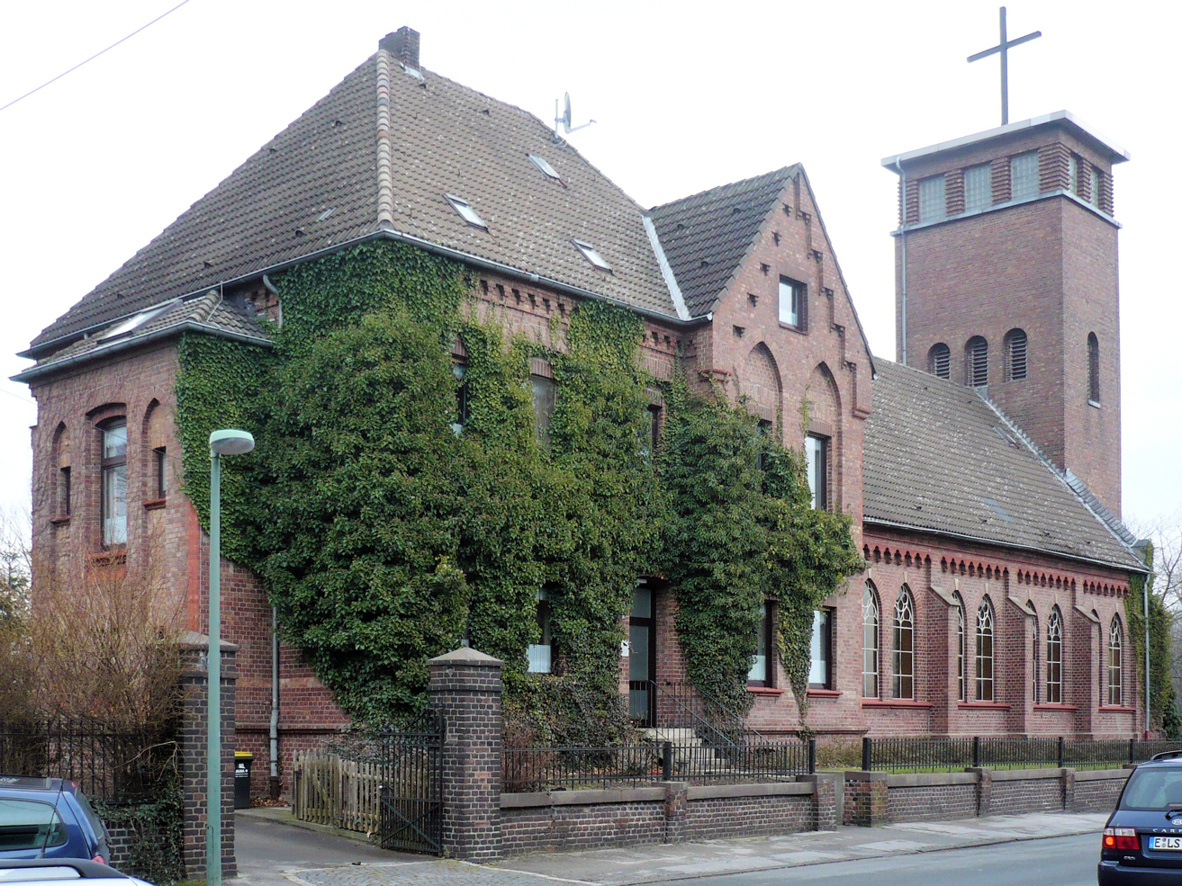
Gnadenkirche in Essen-Dellwig (2009)

Die evangelische Gnadenkirche in Essen-Dellwig gehört zur Gemeinde Dellwig-Frintrop-Gerschede im Kirchenkreis Essen der Evangelischen Kirche im Rheinland. Sie wurde 1894 eingeweiht, 1929 erweitert und nach Schäden im Zweiten Weltkrieg wiederaufgebaut. Die Kirche steht seit 1994 unter Denkmalschutz.

## Geschichte

### Entstehung und Bau
Zum 1. Oktober 1893 wurden die zur Bürgermeisterei Borbeck im Landkreis Essen gehörenden Zivilgemeinden Dellwig, Frintrop und Gerschede (heute Essener Stadtteile) aus der Kirchengemeinde Borbeck ausgepfarrt und zur selbständigen Kirchengemeinde Dellwig-Frintrop-Gerschede mit dem Pfarrsitz in Dellwig vereinigt. Grund war der rasche Anstieg der Bevölkerung in der Zeit der Industrialisierung im Ruhrgebiet. Der 1885 errichtete Verschiebebahnhof im Bereich Dellwig und Frintrop entwickelte sich allmählich zum größten Güterverschiebebahnhof Deutschlands; viele Eisenbahner und Arbeiter ließen sich hier nieder.
Der Bau der Gnadenkirche und des Pfarrhauses (Pastorat) nach Plänen von W. G.Hofstadt, Baugeschäft, technisches Büro und Ziegeleibetriebe in Oberhausen auf dem Schildberg an der Pfarrstraße wurde am 20. Mai 1894 beschlossen. Das über 7000 Quadratmeter große Grundstück für die Kirche und den rund 4500 Quadratmeter Gemeindefriedhof kaufte man dem Landwirt Kauke ab. Die Grundsteinlegung der Kirche und des Pfarrhauses fand am 24. Juni 1894 statt.
Heute bildet die Pfarrstraße die Stadtteilgrenze zwischen Dellwig und Frintrop, wobei die in Backstein-Mauerwerk errichtete Gnadenkirche auf Dellwiger Gebiet steht. Zuvor fanden Gottesdienste in der evangelischen Schule in Dellwig statt. Daher begannen die Feierlichkeiten zur Kirchweihe mit einer Abschiedsfeier in der Schule gefolgt von einem geschlossenen Festzug der Teilnehmer zur Kirche. Am 16. Dezember 1894 weihten Generalsuperintendent Wilhelm Baur und Präses Valentin Umbeck die neue Kirche – allerdings noch mit kleinem Holz-Türmchen mit einer Glocke. Es nahmen rund 500 Gemeindemitglieder im neuen Beetsaal an der Weihe teil, die mit dem gemeinsamen Lied Tut mir auf die schöne Pforte weiterging. Mittags fand im Lokal von Heinrich Sandgathe ein gemeinsames Festessen statt. Nachmittags gab es eine Nachfeier im Lokal von Franz Große-Eggebrecht.
Im Frühjahr 1895 wurde das an der Westseite angebaute Pfarrhaus fertiggestellt. Die Baukosten der Kirche und des Pfarrhauses betrugen zusammen rund 40.000 Mark. 1895 fand auch der Einbau der Empore und der Orgel aus der Orgelbauwerkstatt von Paul Faust in Schwelm statt.
Am 28. Juli 1896 wurde, nach Genehmigung vom 22. Mai des Jahres, nördlich angrenzend an die Gnadenkirche der Friedhof eingeweiht, an diesem Tag fand die erste Beisetzung statt. 1912 wurde der Friedhof über das Gelände südwestlich der Pfarrstraße erweitert, so dass er heute eine Gesamtfläche von rund 34.400 Quadratmetern besitzt. Nahe der Kirche befindet sich ein Kriegsgräberfeld, auf dem Opfer des Ersten und Zweiten Weltkriegs beigesetzt sind.
Die ursprünglich als Andachtsraum entworfene Kirche erhielt am 7. Juli 1914 durch Beschluss des Presbyteriums den Namen Gnadenkirche. 1929 folgte der Anbau des Kirchturms an der Ostseite und der des nördlichen Seitenschiffs nach Plänen des Architekten Arno Eugen Fritsche. Die Einweihung der Erweiterungsbauten fand am 15. Dezember 1929 statt. Zu dieser Zeit war die Gemeinde auf rund 6000 Mitglieder angewachsen.

### Kriegszerstörungen 1943
Im Zweiten Weltkrieg, am Ostermontag, den 26. April 1943, wurde die Kirche mit dem Pfarrhaus durch Einschlag einer Bombe auf dem Friedhof stark beschädigt. Dabei wurde das Dach abgedeckt und auch die Orgel zerstört. Weitere Gottesdienste fanden dann im unteren Dellwig gelegenen Gemeindehaus statt.
Nach Beseitigung der Kriegsschäden und mit neuen, vom Bochumer Verein gegossenen Glocken wurde die Gnadenkirche am 26. November 1948 wiedereingeweiht. Auch die instandgesetzte Orgel ging wieder in Betrieb.

## Heutige Kirche
1988 wurde das Kirchengebäude grundsaniert, ein neuer Boden verlegt, neue Fenster eingebaut, die Kirchenbänke aufgearbeitet und eine neue Orgel von Georg Jann installiert. Die Kosten betrugen knapp eine halbe Million DM. Am 10. März 1994 folgte die Eintragung der Gnadenkirche in die Denkmalliste der Stadt Essen. Die benachbarte, aus der Nachkriegszeit stammende Trauerhalle wurde 2005 umgebaut und saniert.
2013 musste das alte, hölzerne Turmkreuz aus Sicherheitsgründen entfernt werden. Es wurde am 12. Mai 2015 durch ein neues Kreuz ersetzt. Das alte Holzkreuz wurde im südlichen Teil des Gemeindefriedhofs als Denkmal aufgestellt.
Die Gnadenkirche bietet heute etwa 200 Gläubigen Platz. Sie ist als verlässlich geöffnete Kirche zertifiziert.

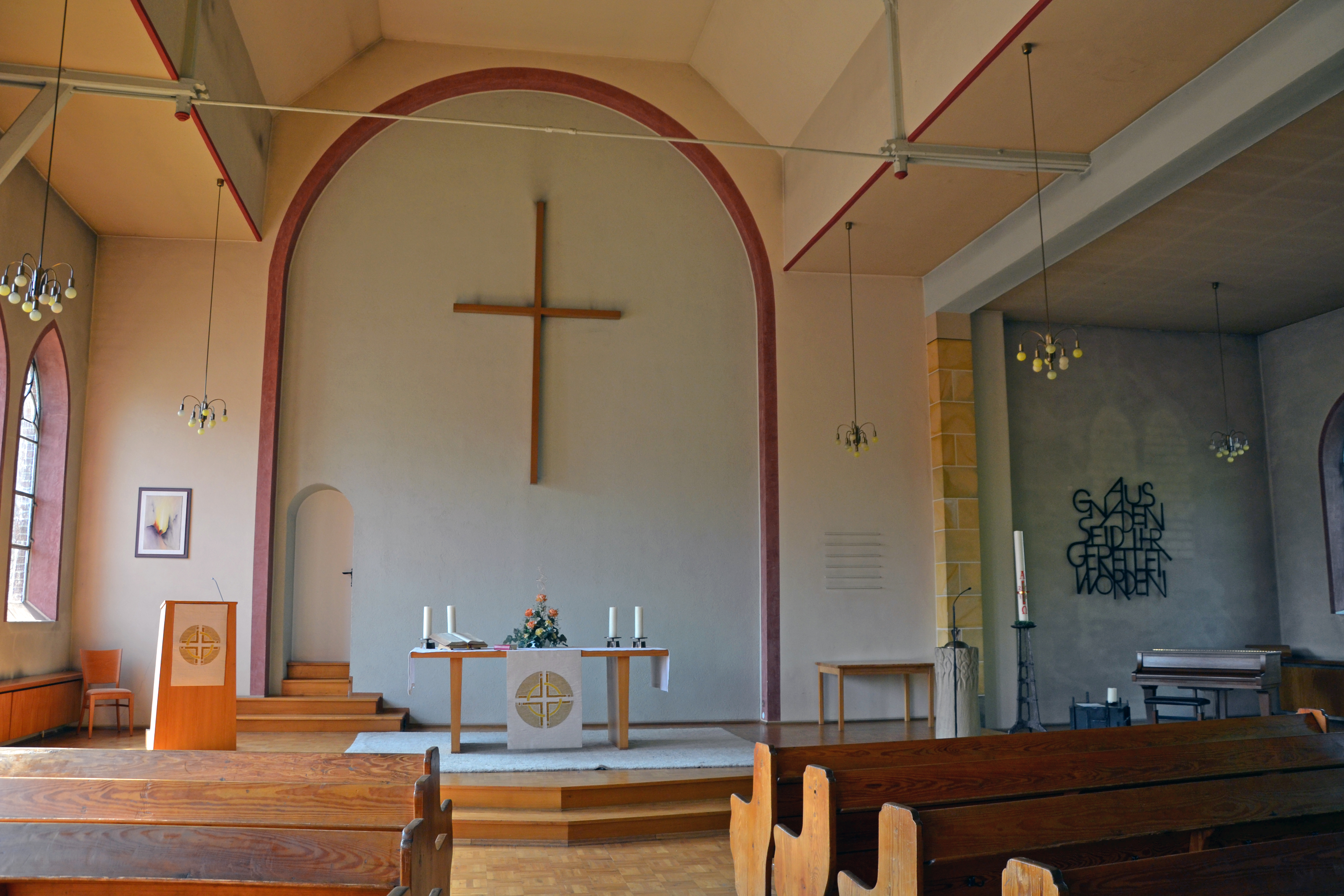
Altarraum
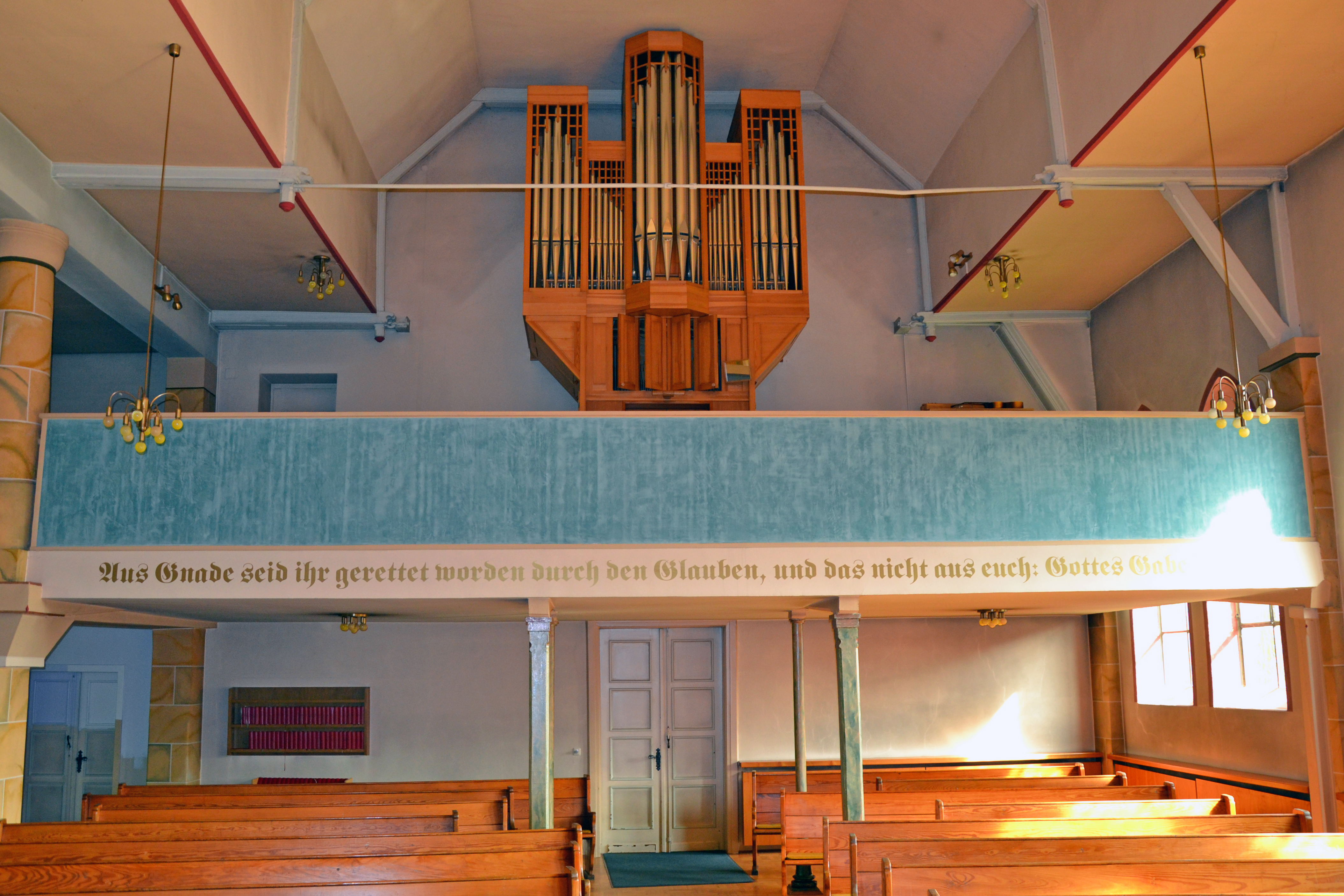
Orgelempore
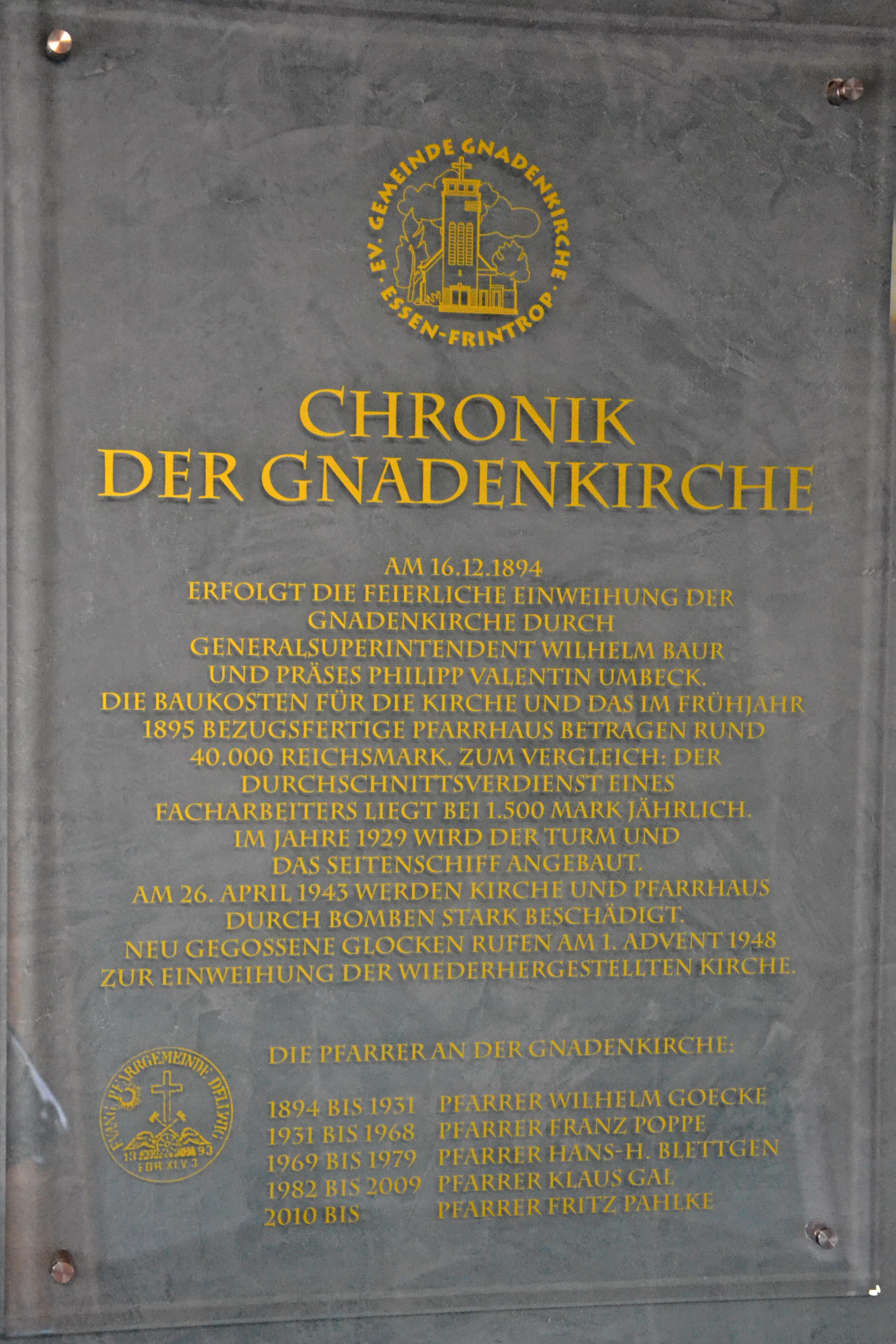
Gedenktafel
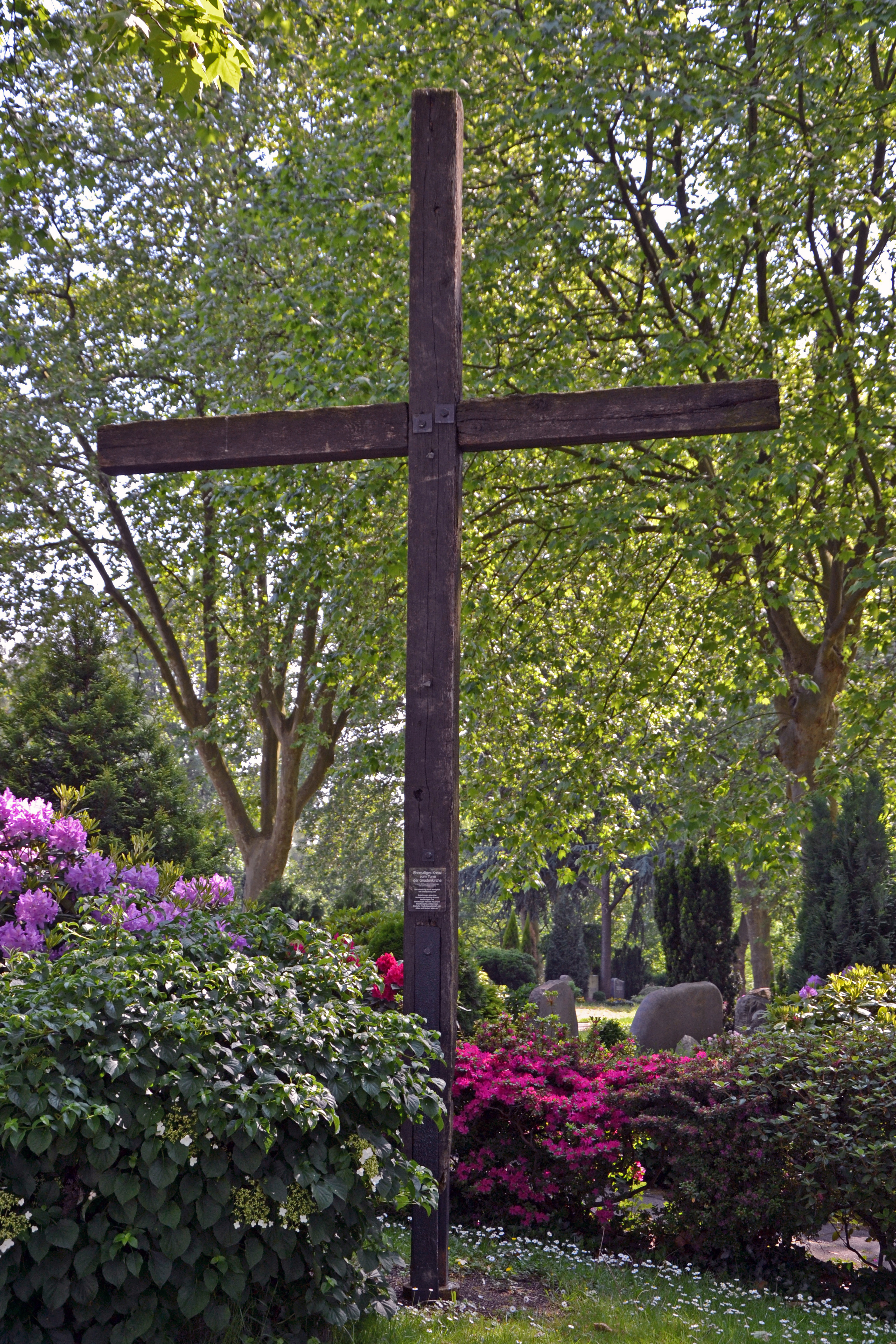
2013 entferntes Turmkreuz
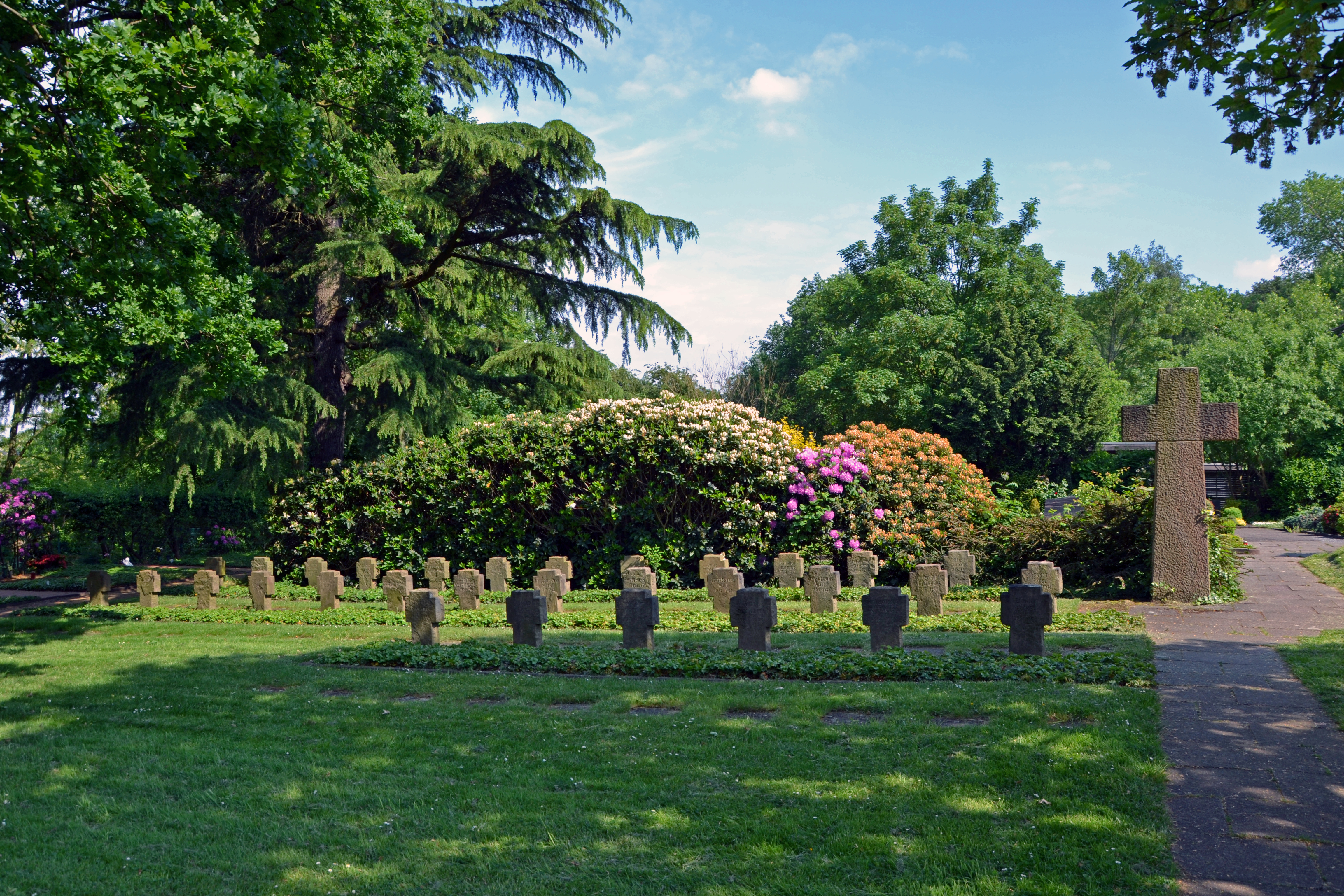
Kriegsgräber auf dem Gemeindefriedhof

### Orgel
Die Orgel von Georg Jann wurde 1988 gebaut.
| I. Manual C–g3 |               |
| Prinzipal      | 8′            |
| Rohrflöte      | 8′            |
| Octave         | 4′            |
| Waldflöte      | 2′            |
| Sesquialtera   | 2 1⁄3′+1 3⁄5′ |
| Mixtur IV      | 1 ⁄3′         |

| II. Manual C–g3 |    |
| Holzgedackt     | 8′ |
| Blockflöte      | 4′ |
| Prinicipal      | 2′ |
| Cymbel III      | 1′ |

| Pedal C–f1  |     |
| Subbass     | 16′ |
| Gedacktbass | 8′  |
| Choralbass  | 4′  |

- Koppeln: II/I; I/P II/P